# 向日
向日（こうじつ、Anthelion（単数形anthelia））とは、天球上において、太陽の正反対の方角の太陽と同じ高度の点（向日点）に現れる明るい部分のこと。大気光学現象の1つ。
幻日環および、向日アークに属するヘースティングアーク、トリッカーアーク、ウェーゲナーアーク、ディヒューズアークなどが向日を通る。
六角柱または六角板の形状をした氷晶を通る太陽光が反射・屈折するなどして起こるが、詳しいメカニズムについては、多数のアークが重なるせいで明るくなるという説と、向日を見せる光の経路が別に存在するという説がある。